# Benjamin Frankel
Benjamin Frankel (* 31. Januar 1906 in London; † 12. Februar 1973 ebenda) war ein englischer Komponist.

## Leben
Frankel wurde als Sohn polnisch-jüdischer Eltern geboren. Er lernte früh Violine und zeigte beachtliches Talent. Im Alter von 14 Jahren erregten seine pianistischen Fähigkeiten die Aufmerksamkeit von Victor Benham, der seine Eltern davon überzeugte, ihm ein Vollzeit-Musikstudium zu ermöglichen. 1922 verbrachte er ein paar Wochen in Deutschland, kehrte aber bald wieder nach London zurück, wo er ein Stipendium der Worshipful Company of Musicians erhielt. In der Folgezeit versuchte er sich an ersten ernsten Kompositionen, während er sich seinen Lebensunterhalt als Jazz-Geiger, Pianist und Arrangeur verdiente.
In den frühen 1930er Jahren war Frankel ein sehr gefragter Arrangeur und musikalischer Leiter in London geworden; er gab die Bühnenarbeit 1944 auf, blieb aber bis zu seinem Tod an der Komposition von Filmmusik interessiert und schrieb über 100 Partituren dieses Genres. Frankel wurde nach dem Zweiten Weltkrieg auch als ernster Komponist bekannt. Sein erstes Werk, das Ruhm erlangte, war das Violinkonzert, gewidmet dem Gedächtnis der 6 Millionen in Verneigung vor den im Holocaust ermordeten Juden, in Auftrag gegeben für das Festival of Britain 1951 und uraufgeführt durch Max Rostal. 1952–53 präsidierte er im Kollektiv zusammen mit Pauline Hall, Stanley Glasser, Carlos Riesco und Lex van Delden die Internationale Gesellschaft für Neue Musik IGNM/ISCM.
Zu Frankels bekanntesten Werken gehören ein Zyklus von 5 Streichquartetten sowie 8 Sinfonien, wie auch Konzerte für Violine und Viola; sein bekanntestes Werk ist vielleicht die 1. Sonate für Violine solo, die, wie auch die Konzerte, das Ergebnis einer langen Zusammenarbeit mit Max Rostal ist. In den letzten 15 Jahren seines Lebens entwickelte Frankel einen persönlichen Stil in der Anwendung der Zwölftontechnik, die jedoch Berührungspunkte mit der Tonalität beibehält.
Frankel verstarb während der Arbeit an der dreiaktigen Oper Marching Song und einer neunten Sinfonie, die von der BBC in Auftrag gegeben worden war; seine Werke blieben für die folgenden 20 Jahre weitgehend unbeachtet, bis die deutsche Plattenfirma cpo (Classic Produktion Osnabrück, inzwischen von jpc aufgekauft) sein Gesamtwerk in Zusammenarbeit mit der Australian Broadcasting Corporation aufnahm. Die Einspielung erfolgte durch das Queensland Symphony Orchestra unter der Leitung von Werner Andreas Albert.
Frankel war Ende 1996 Composer of the Week bei der BBC.

## Werkauswahl

### Sinfonien
- 1. Sinfonie op. 33, dreisätzig, 1958 (erste Zwölftonkomposition ?)
- 2. Sinfonie op. 38, dreisätzig, 1962
- 3. Sinfonie op. 40, einsätzig, 1964
- 4. Sinfonie op. 44, dreisätzig, 1966
- 5. Sinfonie op. 46, dreisätzig, 1967
- 6. Sinfonie op. 49, fünfsätzig, 1969
- 7. Sinfonie op. 50, viersätzig, 1970
- 8. Sinfonie op. 53, viersätzig, 1971

### Konzerte
- Violinkonzert To the memory of the six million op. 24, viersätzig, 1951
- Serenata Concertante für Klaviertrio und Orchester op. 37, einsätzig (mehrteilig), 1960
- Violakonzert op. 45, dreisätzig, 1967

### Weitere Werke für (Kammer-)Orchester
- Three sketches für Streicher (original für Quartett) op. 2, 1920er ?
- Solemn Speech and Discussion op. 11
- Youth Music, vier Stücke für kleines Orchester op. 12
- May Day (Ouvertüre) op. 22, 1948
- Mephistopheles Serenade and Dance op. 25, 1952
- Shakespeare Overture op. 29
- Overture to a Ceremony op. 51

### Kammermusik
- Three piano studies op. 1, 1926
- 1. Streichtrio op. 3
- Trio für Klarinette, Cello und Klavier op. 10, dreisätzig, 1940
- 1. Sonate für Violine solo op. 13 (vor 1943)
- 1. Streichquartett op. 14, viersätzig, um 1944/45
- 2. Streichquartett op. 15, fünfsätzig, 1944
- 3. Streichquartett op. 18, fünfsätzig, um 1947
- Early Morning Music, Trio für Oboe, Klarinette und Fagott, dreisätzig, 1948
- 4. Streichquartett op. 21, viersätzig, um 1949 ?
- Quartett für Klavier und Streicher op. 26, dreisätzig, 1962 veröff., entstanden wohl in den 1950ern
- Quintett für Klarinette und Streicher op. 28, dreisätzig, 1956
- Inventions in Major/Minor modes, für Cello und Klavier op. 31
- 2. Streichtrio op. 34, dreisätzig, veröff. 1960 (?)
- Cinque Pezzi Notturni für 11 Instrumente op. 35, 5 Stücke, 1959
- 2. Sonate für Violine solo op. 39, dreisätzig, 1962
- Pezzi pianissimi für Klarinette, Cello und Klavier op. 41, 4 Stücke, 1964
- 5. Streichquartett op. 43, fünfsätzig, 1965

### Vokalwerke
- The Aftermath op. 17
- Acht Lieder op. 32, 1959

Die Sinfonien, Konzerte, Quartette und einige weitere Werke wurden bislang von cpo aufgenommen, wie auch ein Teil der Filmmusik (ein paar Werke waren auch auf LP verfügbar, das Klarinettenquintett alternativ auch auf CD).

### Filmmusik (Auswahl)
- 1944: Aventure Malgache
- 1945: Der letzte Schleier (The Seventh Veil)
- 1947: Der perfekte Mörder (Dear Murderer)
- 1949: Haus der Sehnsucht (Give Us This Day)
- 1949: Keine Wahl ohne Qual (The Chiltern Hundreds)
- 1950: Die Ratte von Soho (Night and the City) (englische Fassung)
- 1951: Hotel Sahara
- 1951: Der Mann im weißen Anzug (The Man in the White Suit)
- 1952: Ernst sein ist alles (The Importance of Being Earnest)
- 1952: Der Mann, der sich selbst nicht kannte (The Man Who Watched the Trains Go By)
- 1954: Die Erbschaft der Tante Clara (Aunt Clara)
- 1955: Das Ende einer Affaire (The End of the Affair)
- 1955: Voller Wunder ist das Leben (A Kid for Two Farthings)
- 1955: Der Gefangene (The Prisoner)
- 1955: Sturm über dem Nil (Storm Over the Nile)
- 1957: Die Brücke der Vergeltung (Across the Bridge)
- 1959: Die Nacht ist mein Feind (Libel)
- 1959: Der Sommer der siebzehnten Puppe (Summer of the Seventh Doll)
- 1961: Der Fluch von Siniestro (The Curse of the Werewolf)
- 1963: Das alte finstere Haus (The Old Dark House)
- 1964: Die Nacht des Leguan (The Night of the Iguana)
- 1965: Die letzte Schlacht (Battle of the Bulge)